# Arnold Charpilloz
Arnold Charpilloz (* 5. Januar 1902 in Bévilard; † 14. Oktober 1984 ebenda) war ein Schweizer Fussballspieler und Unternehmer. Er war Schweizer Meister mit dem Servette FC und Nationalspieler. Später leitete er das familieneigene Unternehmen Hélios, das Zahnräder herstellte, und baute es zu einem kleineren Industriekonzern aus.

## Biografie
Er war das jüngste von 13 Kindern des Industriellen und Politikers Alfred Charpilloz und der Irma Charpilloz, geb. Voutat. Die familieneigene Zahnradfabrik Hélios in Bévilard zählte im Jahr 1900 rund 200 Beschäftigte. Arnold Charpilloz besuchte das französische Progymnasium in Biel/Bienne, danach eine Handels- und eine Uhrmacherschule in Genf. Dort machte er Karriere beim Fussballverein Servette FC, dem er im Alter von 16 Jahren beitrat. Als 19-Jähriger gelangte er in die erste Mannschaft unter Trainer Teddy Duckworth, die in der Saison 1921/22 das Double, den Schweizer Meistertitel und den Schweizer Cup, gewann und 1923 sowie 1924 die Westschweizer Meisterschaft für sich entschied. Für die Schweizer Fussballnationalmannschaft absolvierte Charpilloz im Jahr 1923 drei Spiele. Beim 2:2-Unentschieden auswärts gegen Norwegen schoss er am 21. Juni ein Tor. Im darauffolgenden Jahr gehörte er zur Mannschaft, die den Final der Olympischen Spiele in Paris erreichte, er kam aber in keinem der fünf Spiele zum Einsatz.
1923 trat Charpilloz in das Unternehmen Hélios ein, das er zusammen mit seinem zehn Jahre älteren Bruder Daniel Charpilloz leitete. 1941 übernahm er das Unternehmen ganz, indem er die Anteile seines Bruders erwarb. Als Teil einer Expansionsstrategie gründete er ebenfalls in Bévilard das Unternehmen Acic, das unter anderem medizinische Spritzen und Waschmaschinen für Krankenhäuser herstellte. 1974 erwarb er einen bedeutenden Anteil am Unternehmen Serge Meister in Court, einem Hersteller von Hartmetallwerkzeugen. 1979 gab er seine berufliche Tätigkeit auf und übertrug die Leitung an seinen Sohn Alain. Charpilloz war über 20 Jahre lang Präsident des Verbands der Schweizer Zahnradhersteller. In seiner Freizeit betrieb er weiterhin regelmässig Sport (Bergsteigen, Tennis, Golf), ausserdem förderte er mehrere Sport- und Musikvereine.
In erster Ehe war er mit Marguerite Eindiguer, nach deren Tod mit Lucie Zwahlen (1908–1999) verheiratet. Mit beiden Frauen hatte er zwei Kinder.